# 5e Pantserdivisie (Wehrmacht)
De Duitse 5e Pantserdivisie (Duits: 5. Panzer-Division) was een Duitse pantserdivisie in de Tweede Wereldoorlog. Deze pantserdivisie was een van de oorspronkelijke Duitse pantserdivisies en kwam al vanaf het begin in actie, tijdens de Invasie van Polen in 1939. De divisie nam deel aan de Slag om Frankrijk en de Balkanveldtocht. Voor de invasie van de Sovjet-Unie was de divisie in reserve en werd pas vanaf oktober 1941 ingezet en vocht aan het Oostfront tot het einde van de oorlog. De divisie werd vernietigd in de gevechten in Oost-Pruisen in 1945.

## Oprichting
De 5e Pantserdivisie werd opgericht op 24 november 1938 in Oppeln in Wehrkreis VIII. Daarmee was de divisie een van de zes Duitse pantserdivisies, die reeds bij het begin van de Tweede Wereldoorlog opgericht waren. In maart 1939 nam de divisie deel aan de bezetting van Tsjechië.

## Veldtocht in Polen

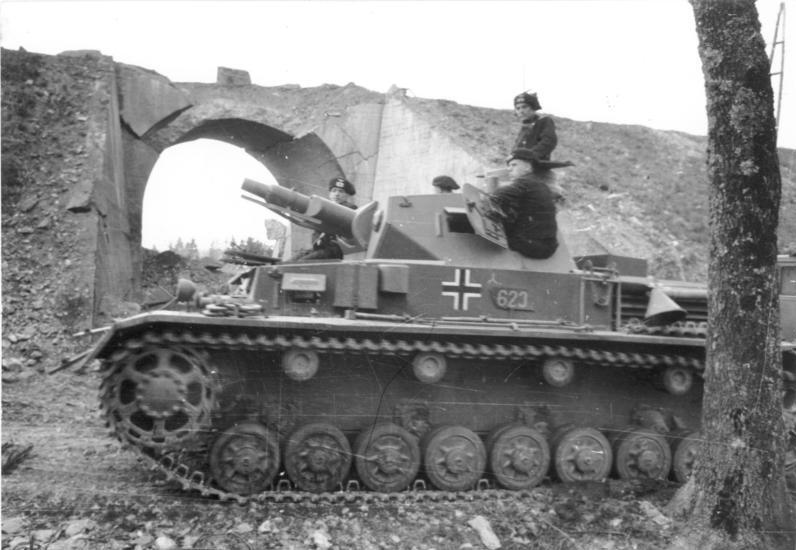
PzKw IV tijdens een oefening in het Westen, 21 maart 1940

Voor het begin van de Poolse Veldtocht verzamelde de divisie zich west- en noordwestelijk van Ratibor als onderdeel van het 8e Legerkorps van het 14e Leger. Op 1 september 1939 stak de divisie de grens over en doorbrak de Poolse grensverserkingen bij Rybnik en Pleß. Van 3 tot 9 september vocht de divisie om de Przemsza, ging noordelijk langs Krakau en vocht aan de Nida. Vervolgens zuiverde de divisie het gebied noordelijk van de Weichsel bij Sandomierz en achtervolgde de verslagene Poolse troepen tot over de Weichsel en de San. Na een laatste gevecht bij Stryj eindigde de veldtocht en de divisie moest zich terugtrekken tot achter de demarcatielijn met de Sovjetunie langs de San.
De divisie keerde daarop terug naar de kazernes en werd op 28 november 1939 alweer verplaatst naar het gebied Hamm - Unna - Werl. Begin januari 1940 ging het naar het gebied Gummersbach - Eichenhagen - Rosbach - Olpe, eind januari naar Euskirchen - Merten en begin maart 1940 naar Bad Münstereifel - Gelsdorf - Buschhoven.

## Westen 1940: 1e fase
Vanaf 10 mei 1940 nam de divisie deel aan de inval in het westen, Fall Gelb, als onderdeel van het 15e Gemotoriseerde Korps. De divisie doorbrak de Zuid-Belgische grensversterkingen, rukte op door de Ardennen en stak op 13 mei 1940 de Maas over noordelijk van Dinant. Tot 18 mei rukte de divisie op en fungeerde als flankdekking voor het 4e Leger. Van 18 tot 20 mei volgden gevechten om het Bos van Mormal en bij Le Quesnoy. Daarna volgde de inname van Maubeuge, gevechten om de Schelde, de Sensée en de Scarpe, om Arras en bij de hoogtes rond Lorette en Vimy. Tot eind mei volgden dan nog gevechten om het Canal d'Aire en om Lille. Hier eindigde deel 1 van de veldtocht.

## Frankrijk 1940: 2e fase
Voor de 2e fase stelde de divisie zich op rond Abbeville. Ze stootte door de Weygand-Linie rond Forges les Eaux en rukte op naar de Seine. Na de inname van Rouen volgde van 10 tot 13 juni de omsingelingsslag om Saint-Valery-sur-Somme. Daarna volgde een snelle opmars via Alençon Bretagne in. De veldtocht eindigde voor de divisie met de inname van Brest op 19 juni 1940. Tijdens de veldtocht had de divisie 366 gesneuvelden, 1454 gewonden, 18 vermiste, 226 zieken en 66 overledenen te betreuren.
Na de Wapenstilstand van 22 juni 1940 bleef de divisie als bezettingsmacht rond Brest en in Bretagne aanwezig en keerde rond 5 juli 1940 naar de Heimat terug. Op 4 september 1940 moest de divisie het Panzerregiment 15 afgeven aan de nieuwe 11e Pantserdivisie. Meteen daarna vertrok de divisie naar de Beskiden. Rond de jaarwisseling 1940/41 volgde dan een taak als trainingseenheid in Constanța in Roemenië. Op 1 maart 1941 vertrok de divisie naar Bulgarije en kwam tot 7 maart aan rond Boergas.

## Balkanveldtocht

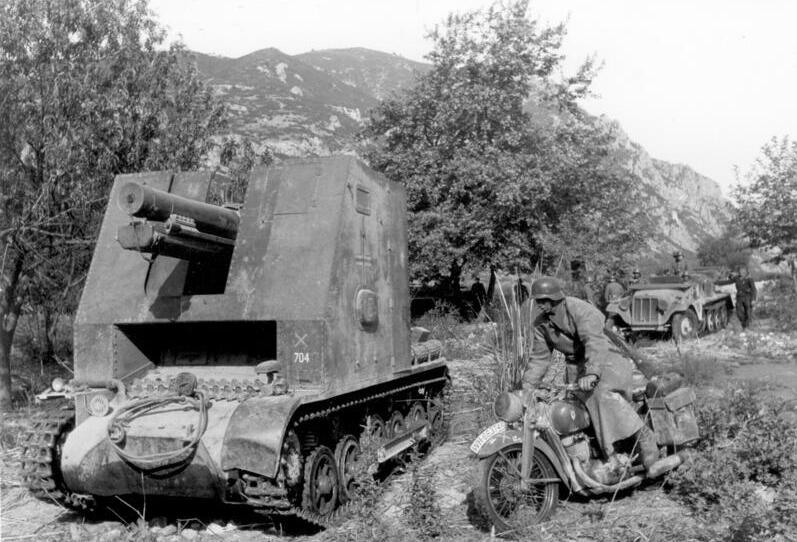
Sturmpanzer I van de schw.Inf.Gesch.Komp. 704 in Griekenland

Vanaf 6 april 1941 nam de divisie deel aan de Balkanveldtocht. De divisie brak door de Zuid-Servische stellingen en rukte via Albanië op naar Griekenland, veroverde van 15 tot 18 april de Aliakmonas-stelling bij Grevena en achtervolgde vervolgens de terugtrekkende vijand via Thessalië. Na de Slag bij Thermopylae marcheerde de divisie op 27 april naar Athene. Eind april volgde de verovering van de Peloponnesos. Daar eindigde de Griekse campagne voor de divisie en werd deze ingezet om Griekenland te beveiligen tot eind mei 1941. Delen van de divisie namen deel aan de verovering van Kreta in mei 1941, waar de eenheden door vissersboten naar het eiland werden gebracht en aangevallen door Britse zeestrijdkrachten.

## Invasie in de Sovjet-Unie

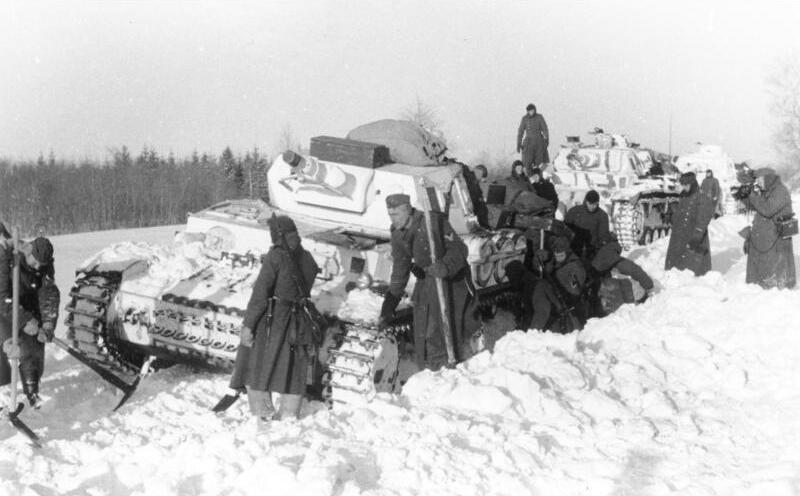
Panzer in de sneeuw, december 1941

Van eind mei tot 12 juni 1941 werd de divisie verplaatst vanuit Griekenland naar het gebied ten westen van Berlijn. Op 15 juli 1941 kwam er een bevel om de divisie voor te bereiden op tropeninzet, maar dat bevel werd op 13 september 1941 weer teruggedraaid. Twee dagen daarvoor waren namelijk al de eerste delen van de divisie op transport gezet naar het oostfront, noordwestelijk van Roslavl. Also onderdeel van Panzergruppe 4 nam de divisie vanaf 2 oktober 1941 deel aan Operatie Taifun, de aanval op Moskou.
Langs de weg Roslavl-Moskou rukte de divisie op naar Spas Demensk, draaide dan naar het noorden en rukte vervolgens op naar Vjazma om deel te nemen aan de omsingelingsslag bij deze stad. Vanaf 14 oktober brak de divisie door de defensieve positie van Moskou en vocht ten zuiden van Volokolamsk in de opkomende modderige periode tot half november. De divisie zette haar opmars tot over de Istra voort tot 4 december 1941, toen ze werd getroffen door het Russische tegenoffensief voor Moskou. Na zware defensieve gevechten werd de divisie gedwongen zich terug te trekken naar de positie Ruza-Volokolamsk. Tot eind januari 1942 was de divisie verwikkeld in zware gevechten in de winterstelling bij Vjazma. 

## Centrale sector oostfront
In 1942 vocht de divisie in het gebied van Gzjatsk en Rzjev. In juli 1942, na de zware gevechten bij Vjazma, nam de divisie deel aan de offensieve gevechten ten oosten van Bely. Vanaf augustus 1942 vocht de divisie in de omgeving van Rzjev en in de buurt van Sychevka. Eind december volgde een loopgravenoorlog bij Gzjatsk en vanaf half februari 1943 zware defensieve gevechten bij Zjizdra. Eind maart 1943 eindigden de defensieve gevechten in dit gebied en werd de divisie overgebracht naar het Djatkovo-gebied voor opfrissing. De divisie was ook niet voorzien voor deelname aan Operatie Citadel en lag dus in reserve.

## Koersk 1943
Na de start van Operatie Citadel, verhuisde de divisie vanaf 3 juli 1943 naar het Ktsyn-gebied om als legerreserve op te treden. Bij het begin van het Russische tegenoffensief (Operatie Kutuzov) op 12 juli kwam de divisie daar in actie en moest gestaag terugtrekken. In augustus verplaatste de divisie zich in allerijl naar het gebied ten noorden van Kirov om daar bij te dragen in de defensieve gevechten ten zuidoosten van Jelnja. Zware gevechten volgden in het gebied tussen Brjansk en Dorogoboezj. Na het verlies van Brjansk werd de divisie gedwongen zich terug te trekken naar de Sozj, noordelijk van Homel. 

## Heeresgruppe Mitte, 1943/44

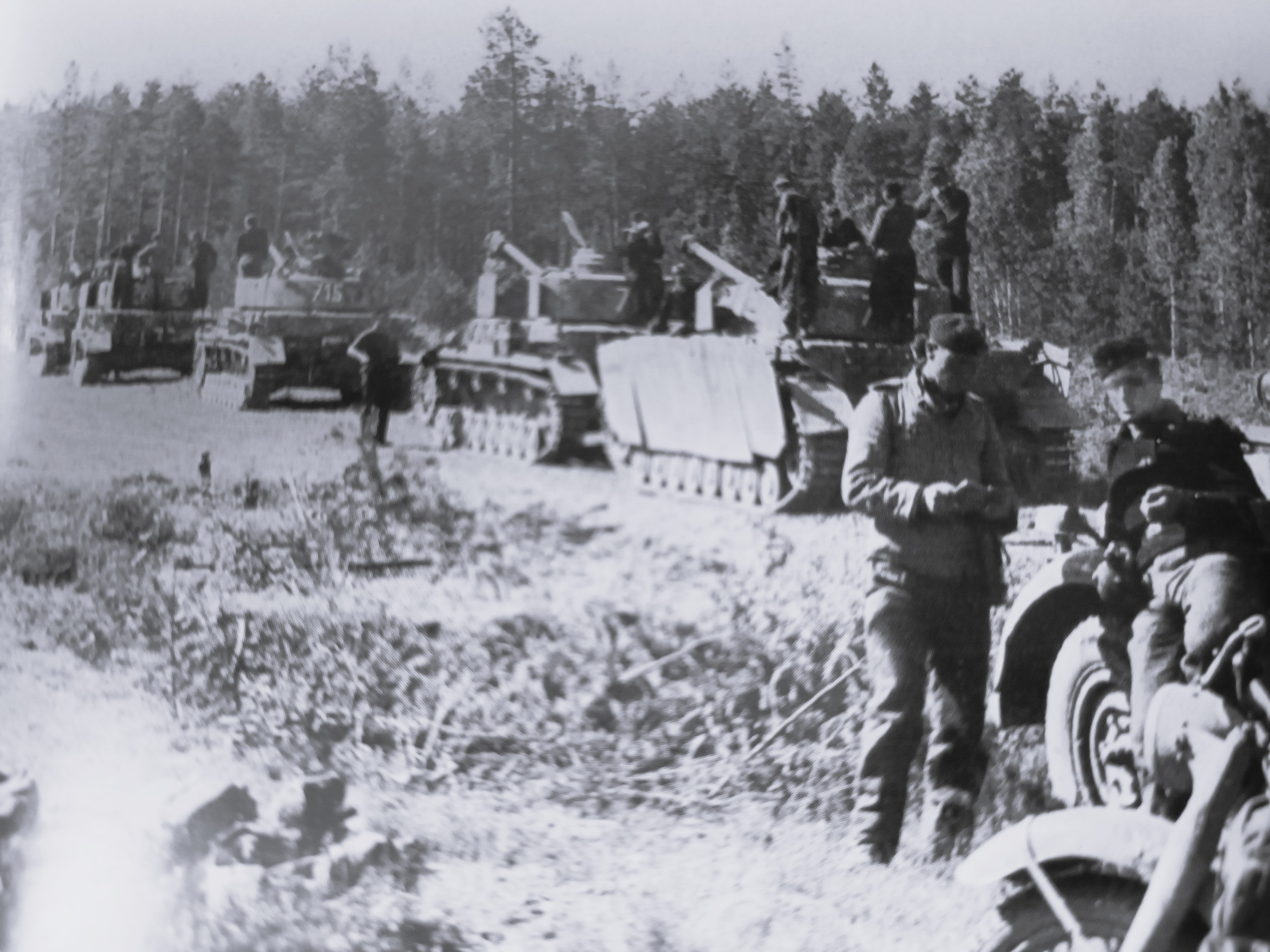
PzKw IV’s van de divisie tijdens Operatie Bagration

Tot eind september 1943 volgden defensieve gevechten langs de Desna en de terugtocht naar de Dnjepr. Vervolgens kwam de divisie in actie in de samenvloeiingsdriehoek tussen Dnjepr en Pripjat tot in november 1943. Daarna volgde een terugtocht door het Pripjat-gebied naar Mozir. In januari 1944 ging het front nog een stukje naar achteren, richting Petrikov en in februari werd de divisie overgeplaatst naar het front oostelijk van Bobruisk. Eind maart werd de divisie haastig verplaatst om deel te nemen aan het ontzet van de belegerde stad Kovel. Sterke Duitse eenheden zaten hier ingesloten.  Op 4 april 1944 werd met een ontzettingsaanval van de 131e Infanteriedivisie, de 4e en 5e Pantserdivisie en de 5e SS-Pantserdivisie Wiking verbinding gemaakt met de Duitse linies. Binnen twee dagen waren alle troepen en tanks bevrijd uit de omsingeling. De divisie bleef in dit gebied totdat op 22 juni 1944 Operatie Bagration losbarstte. De divisie werd meteen op treintransport gezet om te pogen het 4e Legerte redden. Dat was echter te veel gevraagd en de divisie moest tegenover een overmachtig Rode Leger terugwijken. Als onderdeel van “Kampfgruppe von Saucken” (vanaf 29 juni 39e Pantserkorps) ging het terug van de Berezina naar Molodechno en nog verder richting de Duitse Reichsgrens, tot net noordelijk van Suwałki. Daarna volgden gevechten rond Vilkaviškis tot medio augustus 1944. Een snelle verplaatsing noordelijker volgde en de divisie nam meteen deel aan Operatie Doppelkopf van 16 - 27 augustus 1944 en vervolgens medio september aan Operatie Cäsar. Beide operatie hadden als doel de terugtochtroute door Riga open te maken/houden. Begin oktober werd de divisie verder naar het zuiden verplaatst, rond Kelmė. Door het Sovjet Memeloffensief werd de divisie tot achter de Memel teruggedrongen. Eind oktober 1944 greep de divisie goed in tijdens de Gumbinnen-Goldap Operatie van de Sovjets. Hierbij werd Gołdap tussen 2 en 4 november heroverd in een geslaagde tegenaanval.

## De laatste gevechten in Oost-Pruisen in 1945
Op 8 november werden delen van de Panzerbrigade 103 (o.a. resten van Panzergrenadierbataljon 2103) in de divisie ingevoegd. Vanaf november 1944 diende de divisie als legerreserve zuidelijk van Gołdap en vanaf begin januari 1945 zuidelijk van Tilsit. Op 13 januari 1945 lanceerden de Sovjets hun Oost-Pruisenoffensief en de divisie moest meteen in actie komen om gaten te dichten. Toch werden de Duitsers teruggedrongen en tegen eind januari was de divisie al terug rond Koningsbergen en werd daar ingesloten. In februari slaagden de Duitsers erin de omsingelingsring te doorbreken en de divisie speelde daar een leidende rol in. Op 13 april 1945 zetten de Sovjets hun eindoffensief in Samland in. Drie dagen later braken de Sovjets door en de divisie werd tegen de kust gedrukt zonder ontsnappingsmogelijkheden.

## Einde
De 5e Pantserdivisie werd vernietigd op 16 april 1945 bij Peyse in Samland. Oberstleutnant Herzog ontbond in de namiddag van 16 april 1945 de divisie. Resten van de divisie kwamen nog naar Pillau en later nog naar de Frische Nehrung. Op de Nehrung kwamen nog aan 1200 man, 6 Pz IV, 1 JgPz IV, 1 JgPz V, 1 Panther en 2 Tiger. De laatste resten van de divisie gingen begin mei in Sovjet gevangenschap.

## Slagorde

### 1 september 1939 en 10 mei 1940
- Panzerbrigade 8 (Generalmajor Johann Haarde)
  - Panzerregiment 15 (Oberst Johannes Streich)
    - I. Panzerabteilung
    - II. Panzerabteilung

  - Panzerregiment 31 (Oberst Walter Schuckelt, vanaf 2 september 1939 Oberstleutnant

(Oberst vanaf 1 oktober 1939) Paul-Hermann Werner)
- -     - I. Panzerabteilung
    - II. Panzerabteilung
- Schützenbrigade 5 (Oberst Joachim Degener)
  - Schützenregiment 13 (Oberst Vollrath Lübbe)
  - Schützenregiment 14 (Oberst Rudolf Stegmann)
  - schwere Infanterie-Geschütz-Kompanie 704 (Hauptmann von Wolffersdorff)
- Artillerieregiment 116 (Oberst Dr. Ing. habil. Hans Leyhers)
  - I. Abteilung
  - II. Abteilung
- Aufklärungs-abteilung 8
- Panzer-Abwehr-Abteilung 53, vanaf 1 april 1940 Panzerjägerabteilung 53
- Pionierbataillon 89
- Divisions-Nachschubführer (motorisiert) 85, vanaf 1940 Panzer-Divisions-Nachschubführer 85
- Nachrichtenabteilung 77

Het Panzerregiment 15 ging vanaf 4 september 1940 naar de nieuwe 11e Pantserdivisie. Daarmee was ook de staf van Panzerbrigade 8 overbodig geworden.

### juni 1943
- Panzerregiment 31 (Oberst Schanze)
- Panzergrenadierregiment 13 (Oberst Heinrich-Walter Bronsart von Schellendorf)
- Panzergrenadierregiment 14 (Oberst Eugen Kurz)
- Panzer-Artillerieregiment 116 met 3 Abteilungen (Oberst Eduard Crasemann)
- Panzer-Aufklärungsabteilung 5
- Heeres-Flak-Artillerieabteilung 288
- Panzerjäger-Abteilung 53
- Panzer-Pionier-Bataillon 89
- Panzer-Nachrichtenabteilung 77
- Panzer-Versorgungstruppen 85

Op 5 mei 1943 werd de I. Abteilung van Panzerregiment 31 in de Heimat omgevormd naar de Panther en kwam pas in juni 1944 terug bij het regiment (was intussen wel bij Heeresgruppe Süd separaat ingezet).

## Tanksterkte
De tanksterkte van de Panzerregimenten 15 en 31 naar datum geeft een goed beeld van startsterktes bij offensieven, verliezen en aanvullingen over de jaren.
| Datum             | PzKw I | PzKw II | PzKw III (kort) | PzKw III (lang) | PzKw III (75) | PzKw IV (kort) | PzKw IV (lang) | PzKw V  | StuG    | PzBefw | Totaal  |
| ----------------- | ------ | ------- | --------------- | --------------- | ------------- | -------------- | -------------- | ------- | ------- | ------ | ------- |
| 1 september 1939  | 152    | 144     | 3               | -               | -             | 14             | -              | -       | -       | 22     | 335     |
| 1 januari 1940    | 134    | 129     | 13              | -               | -             | 20             | -              | -       | -       | 25     | 321     |
| 10 mei 1940       | 97     | 120     | 52              | -               | -             | 32             | -              | -       | -       | 26     | 327     |
| 6 april 1941      | 9      | 40      | 19              | 32              | -             | 16             | -              | -       | -       | 5      | 121     |
| december 1941     | -      | 55      | 105             | -               | -             | 20             | -              | -       | -       | 6      | 186     |
| 25 juni 1942      | -      | 26      | 55              | -               | -             | 13             | -              | -       | -       | 9      | 103     |
| 18 november 1942  | -      | 15      | 23              | 10              | 7             | 10             | 6              | -       | -       | 7      | 78      |
| 1 juli 1943       | -      | -       | -               | -               | 17            | -              | 76             | -       | -       | 9      | 102     |
| 1 april 1944      | -      | -       | -               | -               | -             | -              | 11 (22)        | -       | -       | 1 (2)  | 12 (24) |
| 31 mei 1944       | -      | -       | -               | -               | -             | -              | 57 (2)         | -       | -       | 1 (2)  | 58 (4)  |
| 16 augustus 1944  | -      | -       | -               | -               | -             | -              | 34 (24)        | 28 (14) | -       | -      | 62 (38) |
| 1 september 1944  | -      | -       | -               | -               | -             | -              | 20 (9)         | 18 (10) | 19 (6)* | -      | 57 (25) |
| eind januari 1945 | -      | -       | -               | -               | -             | -              | 17             | 17      | 7 (7)*  | -      | 24 (7)  |
| 15 maart 1945     | -      | -       | -               | -               | -             | -              | 13 (4)         | 11 (3)  | 3 (2)   | -      | 27 (9)  |

Details over de in de tabel genoemde tank-types:
- PzKw I = Panzerkampfwagen I
- PzKw II = Panzerkampfwagen II
- PzKw III (kort) = Panzerkampfwagen III t/m Ausführung J
- PzKw III (lang) = Panzerkampfwagen III vanaf Ausführung J
- PzKw III (75) = Panzerkampfwagen III Ausführung N
- PzKw IV (kort) = Panzerkampfwagen IV t/m Ausführung F1
- PzKw IV (lang) = Panzerkampfwagen IV vanaf Ausführung F2
- PzKw V = Panzerkampfwagen V Panther
- StuG = meest Sturmgeschütz III
- PzBefw = Panzerbefehlswagen (verschillende typen)
- *) De genoemde zijn eigenlijk Jagdpanzer IV

Als twee getallen genoemd worden, betekent dit: aanwezig (inzetbaar), bijvoorbeeld 61 (20).

## Bovenliggende bevelslagen
| Legerkorps                                  | Leger                           | Legergroep               | Plaats/regio                     | Begin                | Eind                 |
| ------------------------------------------- | ------------------------------- | ------------------------ | -------------------------------- | -------------------- | -------------------- |
| 8e Legerkorps                               | 14. Armee                       | Heeresgruppe Süd         | Heimat                           | 1 september 1939     |                      |
| direct onder bevel                          | -                               | Heeresgruppe B           | Nederrijn                        | december 1939        |                      |
| direct onder bevel                          | -                               | Heeresgruppe B           | Eifel                            | december 1939        |                      |
| direct onder bevel                          | -                               | Heeresgruppe B           | Eifel                            | januari 1940         |                      |
| 15e Gemotoriseerde Korps                    | 4. Armee                        | Heeresgruppe A           | België, Frankrijk                | 10 mei 1940          | 30 mei 1940          |
| ?                                           | 18. Armee                       | Heeresgruppe A           | Frankrijk                        | 31 mei 1940          | begin juni 1940      |
| 15e Gemotoriseerde Korps                    | 4. Armee                        | Heeresgruppe A           | Frankrijk, Brest                 | begin juni 1940      | 5 juli 1940          |
| 40e Legerkorps                              | -                               | BdE                      | Heimat                           | begin juli 1940      | begin september 1940 |
| 14e Gemotoriseerde Korps                    | 12. Armee                       | Heeresgruppe B           | Polen                            | begin september 1940 | december 1940        |
| 14e Gemotoriseerde Korps                    | 12. Armee                       | -                        | Roemenië, Bulgarije, Joegoslavië | januari 1941         | 15 april 1941        |
| 40e Gemotoriseerde Korps                    | 12. Armee                       | -                        | Griekenland                      | 15 april 1941        | eind mei 1941        |
| OKH-reserve                                 | -                               | -                        | Heimat, Wehrkreis II             | 12 juni 1941         | 11 september 1941    |
| 46e Gemotoriseerde Korps                    | Panzergruppe 4                  | Heeresgruppe Mitte       | Vjazma, Moskou                   | 23 september 1941    | 31 december 1941     |
| 46e Gemotoriseerde Korps                    | 4. Panzerarmee                  | Heeresgruppe Mitte       | Gzjatsk                          | 1 januari 1942       |                      |
| reserve                                     | 4. Panzerarmee                  | Heeresgruppe Mitte       | Gzjatsk                          | februari 1942        |                      |
| 5e Legerkorps                               | 4. Panzerarmee                  | Heeresgruppe Mitte       | Gzjatsk                          | maart 1942           | april 1942           |
| 46e Gemotoriseerde Korps                    | 3. Panzerarmee                  | Heeresgruppe Mitte       | Gzjatsk                          | mei 1942             | eind juni 1942       |
| 23e Legerkorps                              | 9. Armee                        | Heeresgruppe Mitte       | Rzjev                            | eind juni 1942       | juli 1942            |
| reserve                                     | 9. Armee                        | Heeresgruppe Mitte       | Rzjev                            | augustus 1942        |                      |
| 39e Pantserkorps                            | 9. Armee                        | Heeresgruppe Mitte       | Rzjev                            | september 1942       | eind december 1942   |
| 46e Pantserkorps                            | 3. Panzerarmee                  | Heeresgruppe Mitte       | Vjazma                           | eind december 1942   | februari 1943        |
| 46e Pantserkorps                            | 4. Armee                        | Heeresgruppe Mitte       | Spas Demensk                     | februari 1943        | februari 1943        |
| Korps Scheele                               | 2. Panzerarmee                  | Heeresgruppe Mitte       | Zjizdra                          | februari 1943        | maart 1943           |
| reserve                                     | -, tijdelijk ook 2. Panzerarmee | Heeresgruppe Mitte       | Djatkovo, Orel                   | maart 1943           | 16 juli 1943         |
| 55e Legerkorps                              | 2. Panzerarmee                  | Heeresgruppe Mitte       | Brjansk                          | 16 juli 1943         | 15 augustus 1943     |
| 55e Legerkorps                              | 9. Armee                        | Heeresgruppe Mitte       | Brjansk                          | 15 augustus 1943     | begin september 1943 |
| 12e Legerkorps                              | 9. Armee                        | Heeresgruppe Mitte       | Brjansk                          | begin september 1943 | medio september 1943 |
| 55e Legerkorps                              | 9. Armee                        | Heeresgruppe Mitte       | Brjansk                          | medio september 1943 | eind september 1943  |
| 56e Pantserkorps                            | 2. Armee                        | Heeresgruppe Mitte       | Homel, Pripjat                   | eind september 1943  | medio januari 1944   |
| 20e Legerkorps                              | 2. Armee                        | Heeresgruppe Mitte       | Pripjat, Bobruisk                | medio januari 1944   | eind februari 1944   |
| 55e Legerkorps                              | 9. Armee                        | Heeresgruppe Mitte       | Bobruisk                         | eind februari 1944   | eind maart 1944      |
| 56e Pantserkorps                            | 2. Armee                        | Heeresgruppe Mitte       | Kovel                            | eind maart 1944      | 20 mei 1944          |
| direct onder bevel                          | -                               | Heeresgruppe Nordukraine | Kovel                            | 20 mei 1944          | 30 mei 1944          |
| 56e Pantserkorps                            | 4. Panzerarmee                  | Heeresgruppe Nordukraine | Kovel                            | 30 mei 1944          | medio juni 1944      |
| “Kampfgruppe von Saucken”/ 39e Pantserkorps | 4. Armee                        | Heeresgruppe Mitte       | Wit-Rusland                      | eind juni 1944       | 31 juli 1944         |
| 26e Legerkorps                              | 3. Panzerarmee                  | Heeresgruppe Mitte       | Suwałki                          | 1 augustust 1944     | 14 augustust 1944    |
| 39e Pantserkorps                            | 3. Panzerarmee                  | Heeresgruppe Mitte       | Litouwen, Koerland               | 15 augustust 1944    | 16 september 1944    |
| 40e Pantserkorps                            | 3. Panzerarmee                  | Heeresgruppe Mitte       | Litouwen, Koerland               | 16 september 1944    | 27 september 1944    |
| 39e Pantserkorps                            | Armee-Abteilung Grasser         | Heeresgruppe Nord        | Koerland                         | 27 september 1944    | 2 oktober 1944       |
| 40e Pantserkorps                            | 3. Panzerarmee                  | Heeresgruppe Mitte       | Litouwen                         | 3 oktober 1944       | oktober 1944         |
| 39e Pantserkorps                            | 4. Armee                        | Heeresgruppe Mitte       | Oost-Pruisen                     | oktober 1944         | november 1944        |
| reserve                                     | 4. Armee                        | Heeresgruppe Mitte       | Oost-Pruisen                     | november 1944        | januari 1945         |
| reserve                                     | 3. Panzerarmee                  | Heeresgruppe Mitte       | Oost-Pruisen                     | januari 1945         | 13 januari 1945      |
| ??                                          | 3. Panzerarmee                  | Heeresgruppe Mitte       | Oost-Pruisen                     | 14 januari 1945      | 1945                 |
| Koningsbergen                               | -                               | Heeresgruppe Nord        | Oost-Pruisen                     | eind januari 1945    | februari 1945        |
| Armee-Abteilung Samland                     | -                               | Heeresgruppe Nord        | Samland                          | 8 februari 1945      | 2 april 1945         |
| 26e Legerkorps                              | Armee Ostpreußen                | -                        | Samland                          | 7 april 1945         | 16 april 1945        |

## Commandanten
Enkele van de commandanten

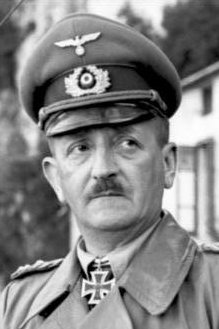
Heinrich von Vietinghoff, hier in 1944
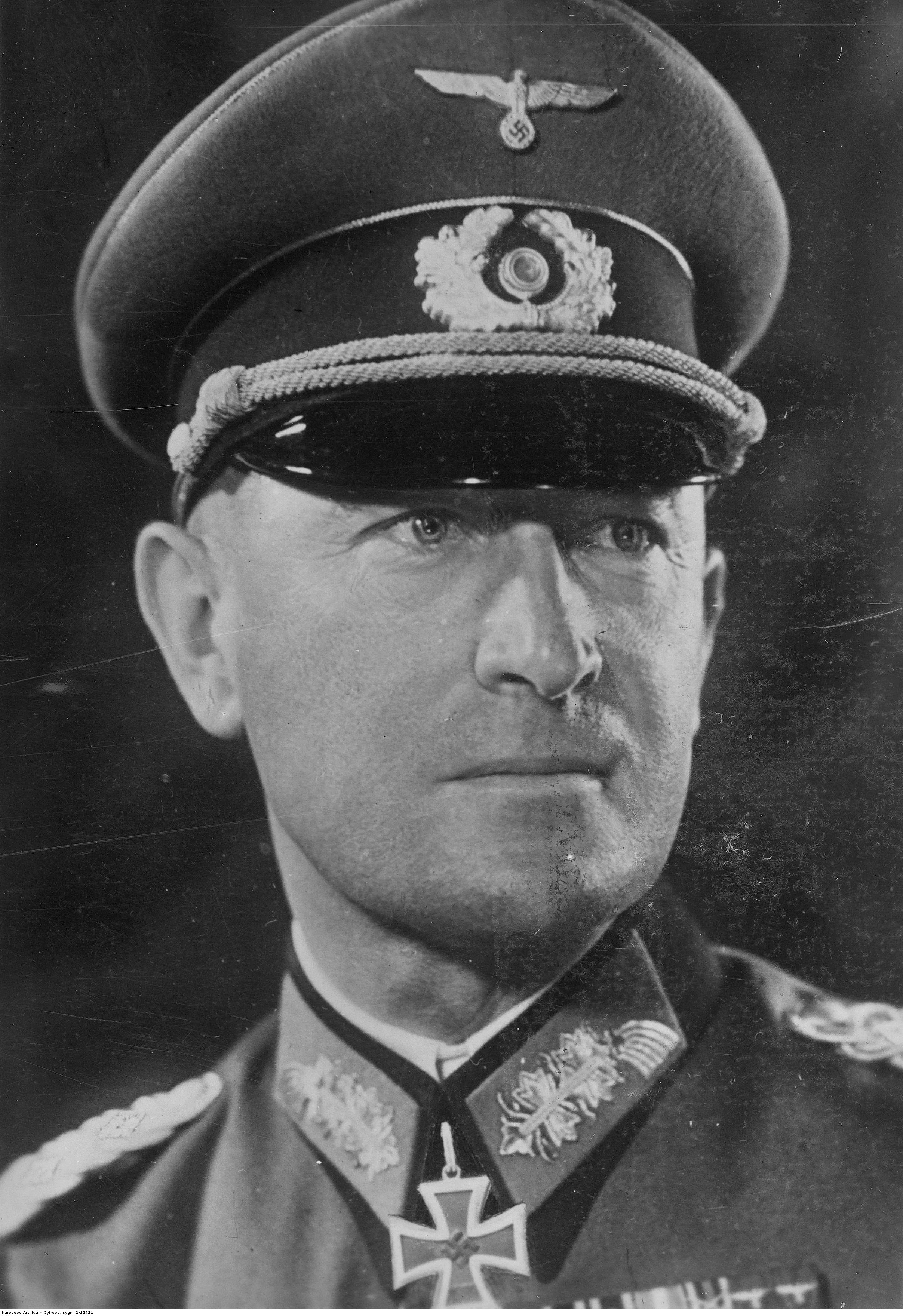
Joachim Lemelsen, in 1941
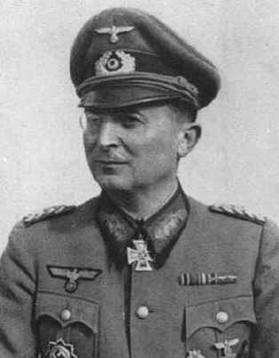
Gustav Fehn, in 1942

| Rang                                                                          | Naam                        | Begin            | Eind             |
| ----------------------------------------------------------------------------- | --------------------------- | ---------------- | ---------------- |
| Generalleutnant                                                               | Heinrich von Vietinghoff    | 2 september 1939 | 8 oktober 1939   |
| Generalleutnant                                                               | Max von Hartlieb-Walsporn   | 8 oktober 1939   | 22 mei 1940      |
| Generalleutnant, vanaf 1 augustus 1940 General der Artillerie                 | Joachim Lemelsen            | 29 mei 1940      | 25 november 1940 |
| Generalmajor, vanaf 1 augustus 1942 Generalleutnant                           | Gustav Fehn                 | 25 november 1940 | 10 augustus 1942 |
| Generalmajor                                                                  | Eduard Metz                 | 10 augustus 1942 | 1 februari 1943  |
| Oberst                                                                        | Johannes Nedtwig            | 1 februari 1943  | 16 mei 1943      |
| Generalmajor, vanaf 1 september 1943 Generalleutnant                          | Ernst Felix Fäckenstedt     | 16 mei 1943      | 7 september 1943 |
| Oberst, vanaf 1 december 1943 Generalmajor, vanaf 1 juni 1944 Generalleutnant | Karl Decker                 | 7 september 1943 | 16 oktober 1944  |
| Oberst, vanaf 1 januari 1945 Generalmajor                                     | Rolf Lippert                | 16 oktober 1944  | 5 februari 1945  |
| Generalmajor                                                                  | Günther Hoffmann-Schoenborn | 5 februari 1945  | 10 april 1945    |
| Oberstleutnant der Reserve                                                    | Hans Herzog                 | 10 april 1945    | 17 april 1945    |

Oberst Nedtwig nam waar voor de zieke Generalmajor Metz. Generalmajor Lippert werd ook ziek en moest vervangen worden. Generalmajor Hoffmann-Schoenborn raakte gewond (schotwond) en moest naar het hospitaal.